# Restauraciones en el Museo del Prado

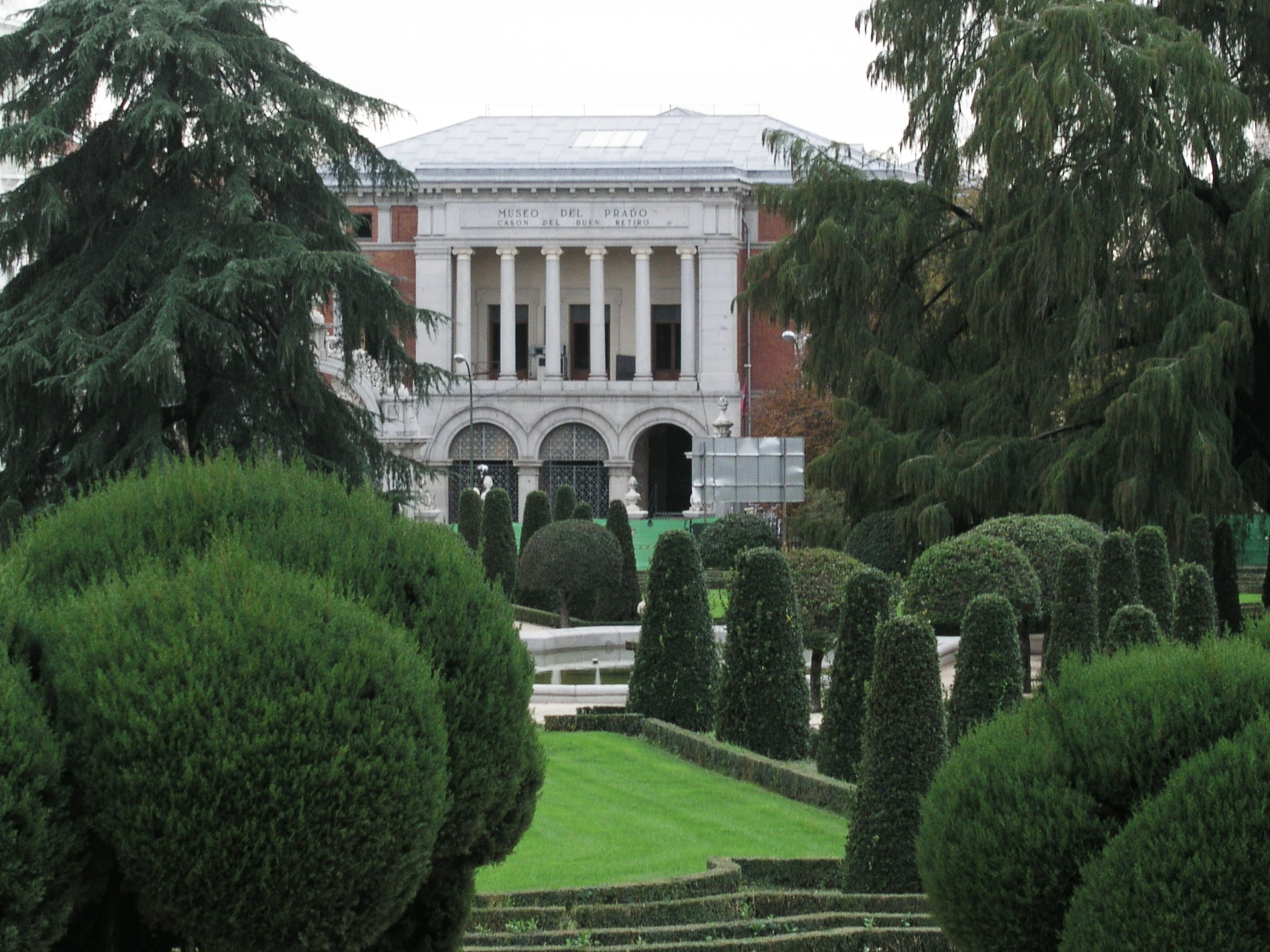
Casón del Buen Retiro.

En el Museo del Prado de Madrid suelen efectuarse restauraciones al conjunto arquitectónico. Una de las más recientes y principales ha sido la que Fernando Checa llevó a cabo en su mandato, entre 1996 y 1997. Aunque si bien el proyecto surgió durante la gestión de Luzón al frente del Prado, la posterior remoción de éste permitió a Checa completarla. Su programa estaba basado en tres edificios: en el de Villanueva expondría la pintura clásica europea, desde el siglo XI hasta Goya , la colección de escultura, algunos dibujos y bocetos y el Tesoro del Delfín. En el Casón del Buen Retiro, que se añadiría al conglomerado del Museo, se presentarían al público muestras de pintura de la España de los Austrias, como el Salón de Reinos de Felipe IV, con la emblemática La rendición de Breda, de Velázquez. En el edificio que Checa compró a la compañía Aldeasa, se establecieron el gabinete técnico, las salas de carácter administrativo y dedicado al manejo del Museo. Asimismo se planeó construir un edificio contiguo entre el claustro de los Jerónimos y el Museo, donde se ubicaron los servicios al público y la cafetería.El rey Juan Carlos I  presidió la inauguración de estos actos, en presencia de los ministros, el 17 de noviembre de 1997.
Sin embargo, el Prado proyectó ese mismo año un nuevo concurso de ampliación del Casón del Buen Retiro, a base de los proyectos presentados para la anterior restauración.Jaime Tarruell  venció en principio, pero antes las dificultades que presentaba su proyecto para el Solar, se otorgó la licencia a Rafael Moneo. Pero esta ampliación también presentaba contratiempos: el Arzobispado de Madrid se opuso, alegando que el edificio evitaría que la luz natural penetrase en el claustro de los Jerónimos. Moneo decidió entonces construirlo con ladrillos de tonalidad rosada, pero esto chocaba con la iglesia, construida en colores de piedra. Finalmente se aprobó su proyecto en 2000, pero la posibilidad de que estuviese terminado en 2003 era lejana, debido a la ralentización de las obras. En 2004, Carmen Calvo informó que se terminarían en 2006, y que el Prado dispondría de más de 16.500 m&sup2 para proyectar las obras.
En cuanto a las restauraciones de pinturas, ha sido tema de preocupación para el Museo desde sus mismos orígenes. En sí, la historia de la restauración pictórica en España comienza en 1734, cuando el desafortunado incendio en el Real Alcázar de Madrid, la noche del 24 de diciembre, destruye muchas pinturas y daña otras. Felipe V llama a los restauradores de Europa para paliar en algo su colección, y muchos de ellos se establecen en el país. Al nacer el Prado, con los albores del siglo XIX, el Museo instituye una planilla de restauradores en su reglamento interno. Con el tiempo, la labor de restauración cuenta con más importancia y se le dedica una sala en el Casón. Las principales herramientas de colaboración para los restauradores son el Departamento de conservación, con sus múltiples especialidades por épocas y escuelas; el Gabinete de Documentación Técnica , que provee investigaciones previas y el Laboratorio de Fotografía, encargado de hacer fotografías para visualizar algunas partes de las obras dañadas. Asimismo, muchas veces se exponen ante el público los procesos de la restauración. Una de las últimas restauraciones que ha efectuado el Museo es la de El dos y el tres de mayo de 1808 en Madrid, con motivo del bicentenario de los eventos en 2008.